# Deltasuchus
Deltasuchus ('deltakrokodil') is een geslacht van uitgestorven neosuchide Crocodyliformes uit het Laat-Krijt van Texas, met name in de Woodbine-formatie, die tijdens het Krijt deel uitmaakte van het continent Appalachia. 
Het is bekend van de enige soort Deltasuchus motherali, benoemd in 2017 door Thomas Adams, Christopher Noto en Stephanie Drumheller. De geslachtsnaam verwijst naar de vindplaats in een rivierdelta. De soortaanduiding eert Austin Motheral die als vrijwilliger op vijftienjarige leeftijd met een klein bulldozertje het fossiel blootlegde.
Het holotype is DMNH 2013-07-0001, een grote en brede schedel met onderkaken.
Deltasuchus werd ongeveer zes meter lang.
In 2021 werd nieuw materiaal beschreven, waardoor Deltasuchus binnen de familie Paluxysuchidae kon worden geplaatst als het zustertaxon van Paluxysuchus.